# Национални музеј египатске цивилизације
Национални музеј египатске цивилизације (арап. المتحف القومي للحضارة المصرية, енгл. National Museum of Egyptian Civilization — NMEC) је музеј површине 490.000 м², у древном граду Фустат, који је данас део Каира. Музеј је делимично отворен у фебруару 2017. године и приказује колекцију од 50.000 експоната, представљајући египатску цивилизацију од праисторије до данас.

## Историја
Стална збирка подељена је на два одвојена региона, један хронолошки, а други тематски. Хронолошка подручја су: рани династички период Египта, фараонска, грчко-римска, коптска, средњовековна, исламска, модерна и савремена. Тематска подручја су: зора цивилизације, Нил, писање, држава и друштво, ,атеријална култура, веровања и размишљања и галерија краљевских мумија. Унеско је пружио техничку помоћ музеју.
Колекције су биле преузете из других музеја, као што су египатски музеј у Каиру, коптски музеј, музеј исламске уметности и музеј краљевског накита у Александрији.
Музеј је 3. априла 2021. званично отворио 112. председник Абдел Фатах ел Сиси, непосредно пре премештања 22 мумије, укључујући 18 краљева и четири краљице, из египатског музеја.

## Значајне донације
Крајем 2017. Захи Хавас је известио да је Франкис Рикиардон, председник америчког универзитета у Каиру, 5000 својих артефаката поклонио Националном музеју египатске цивилизације.
Музеј је био домаћин завршног жреба Светског првенства у рукомету 2021.